# روبرت كينغ (لاعب كريكت)
روبرت كينغ (10 يوليو 1978 في المملكة المتحدة - ) (بالإنجليزية: Robert King)‏ هو لاعب كريكت بريطاني. لعب مع نادي مقاطعة ستافوردشاير للكريكت ‏.

## وصلات خارجية
- روبرت كينغ على موقع إي آس بي آن كريك إنفو (الإنجليزية)